# Castaño del Robledo
Castaño del Robledo è un comune spagnolo di 194 abitanti situato nella comunità autonoma dell'Andalusia.

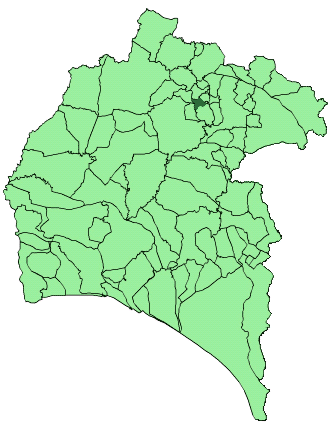
Mappa del comune nella provincia